# Пећина Кук
Пећина Кук је пећина која се налази на Сијерачким стијенама, у највишем дијелу кањона ријеке Бистрице, Општина Калиновик, Република Српска, БиХ. Дужина пећине је 688 метара. Ова пећина је под заштитом Завода за заштиту културно историјског и природног насљеђа Републике Српске, и спада у природно добро II категорије. У пећини Кук су пронађени најстарији (36.000-40.000 година) остаци пећинског медвједа (Ursus spelaeus) у Републици Српској.